# مايباخ اكسيليرو
مايباخ اكسيليرو (بالألمانية: Mayback Exelero)‏ هي سيارة رياضية نادرة عالية الأداء حيث تم تصنيع واحدة فقط منها. تم تصنيع هذه السيارة الألمانية الفاخرة عام 2005 كنموذج لمرة واحدة من قبل شركة فولدا للإطارات. وصممت بالأساس كسيارة اختبارية لاختبار نموذج جديد من الإطارات العريضة. وقد استلهمت مايباخ هذا النموذج من سيارة عام 1930 الرياضية، مايباخ أس دبليو 38.

## نظرة عامة

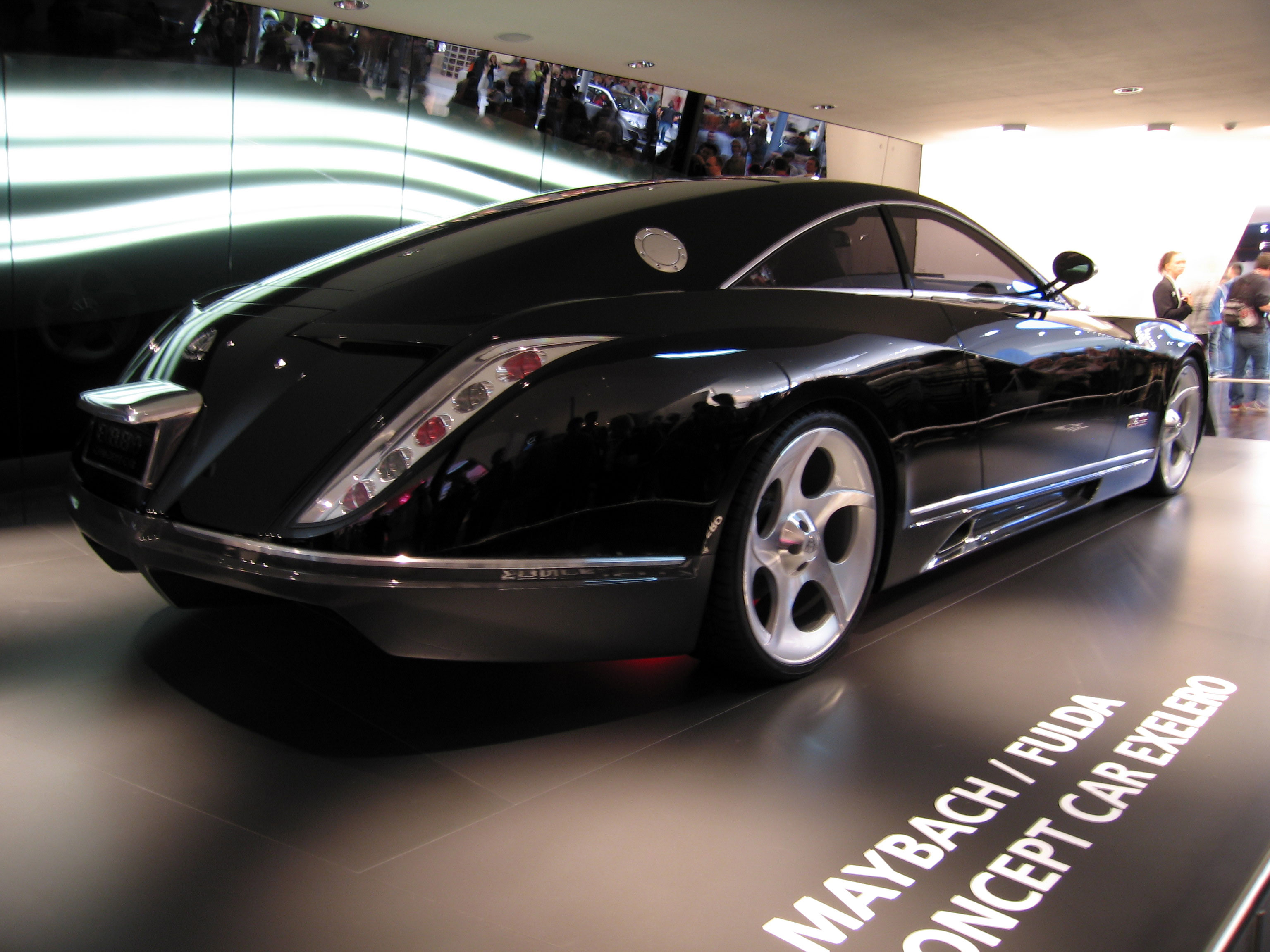
عرض مايباخ اكسيليرو في سنة 2005.

تمتلك مايباخ اكسيليرو مقصورة داخلية تتميز بالتقليم الأحمر الذي يطرز اللون الرمادي الأساسي حيث يظهر هذا التباين في كافة مناطق ومكونانت الداخل كما تحتوي مقعدين أماميين فقط. يأتي محرك مايباخ اكسيليرو بسعة 6.0 ليتر من 12 اسطوانة بشكل حرف في وهو نفسه المستعمل في سيارة مايباخ 57 وبقوة 700 حصان قادر على الوصول إلى سرعة 100 كلم بالساعة في خلال 4.4 ثواني ولسرعة قصوى تصل إلى 351 كلم بالساعة.

## عن السيارة
اشترى السيارة مغني الراب بيردمان بمبلغ 8 ملايين دولار في عام 2008 بحسب برنامج توب غير.
ظهرت السيارة في الفيديو الموسيقي Lost One لمغني الراب جاي-زي.